# Миладинович, Игор
Игор Миладинович (серб. Игор Миладиновић; род. 25 января 1974) — сербский шахматист, гроссмейстер (1993).
В период с 1990 по 1993 г. тренировался в Белграде у заслуженного межд. мастера по шахматам, позже — заслуженного тренера РФ Ореста Николаевича Аверкина.
В составах сборных Югославии и Греции участник 5-и Олимпиад (1994 — за Югославию; 1996—2002 — за Грецию). Победитель международного турнира в Реджо-Эмилии (2003/2004).
Был женат на греческой шахматистке Анне-Марии Боцари.

## Изменения рейтинга
| График не отображается по техническим причинам. Чтобы исправить это, воспроизведите график в новом формате, если это возможно. |